# Ceratolejeunea atlantica
Ceratolejeunea atlantica là một loài Rêu trong họ Lejeuneaceae. Loài này được L. Alvarenga & Ilkiu-Borges mô tả khoa học đầu tiên năm 2008.